# Xenotrichula quadritubulata
Xenotrichula quadritubulata är en djurart som tillhör fylumet bukhårsdjur, och som beskrevs av Kisielewski 1988. Xenotrichula quadritubulata ingår i släktet Xenotrichula och familjen Xenotrichulidae. Inga underarter finns listade i Catalogue of Life.